# Much More
Much More est un album de Carola sorti le 9 octobre 1990, produit par Lasse Lindbom, Anders Herrlin, Greg Walsh et Stephan Berg, sous le label Virgin Scandinavia.  

## Liste des chansons
1. Every Beat Of My Heart (E Johnson / P Gessle)
2. The Girl Who Had Everything (S Diamond)
3. When I Close My Eyes (T Norell / Oson)
4. State Of Grace (S Diamond / S Sheridan)
5. One More Chance (E Johnson / R Hampton / S Berg / Carola)
6. The Innocence Is Gone (P S Bliss / M Stone)
7. Declaration Of My Independence (J Friedman/ A R Scott)
8. I'll Live (E Wolff / R Daniels)
9. Best Shot (S Berg / R Hampton)
10. All The Reasons To Live (S Berg / R Hampton)
11. Stop Running Away From Love (S Berg / R Hampton)
12. You Are My Destiny (S Berg / R Hampton)[2]

## Singles

### Mitt i ett äventyr
1. Mitt i ett äventyr
2. All The Reasons To Live

### You Are My Destiny
1. You Are My Destiny
2. All The Reasons To Live
3. Mitt i ett äventyr

### The Girl Who Had Everything
1. The Girl Who Had Everything
2. One More Chance

### I'll Live
1. I'll Live
2. I'll Live (instrumental)

### Every Beat Of My Heart
1. Every Beat Of My Heart
2. Best Shot

### All The Reasons To Live
1. All The Reasons To Live
2. The Innocence Is Gone
3. Declaration Of My Independece

## Meilleur classement
- Suède : n°16[1]